# Cephalopappus
Cephalopappus es un género  de plantas con flores en la familia de las Asteraceae. Su única especie es:  Cephalopappus sonchifolius es originaria de Brasil, endémica de la Mata Atlántica, donde se distribuye por el nordeste en Bahia y sudeste en Río de Janeiro.

## Taxonomía
Cephalopappus sonchifolius fue descrita por Nees & Mart. y publicado en Nova Acta Physico-medica Academiae Caesareae Leopoldino-Carolinae Naturae Curiosorum Exhibentia Ephemerides sive Observationes Historias et Experimenta 12: 5. 1824.
Sinonimia
- Sparganophorus sonchifolius (Nees & Mart.) Spreng.[3]